# Площа Відродження (Коломия)

Площа Відродження. Нічний вид на ратушу та площу

Пам'ятна дошка Майданському

Площа Відродження — площа в місті Коломиї.
Колишні назви площі Відродження: Ринок, площа Пілсудського, площа Леніна.

Площа Відродження. Вид на пам'ятник Тарасу Шевченку

Більшість двоповерхових будинків, що складають сучасні площі Відродження та Шевченка побудовані, ймовірно, в 1870-х рр. Коломиєзнавець Леопольд Вайґель у «Нарисі міста Коломиї» (1877) зазначав, що «тепер довкола обширного ринку як і всередині його, знаходяться муровані двоповерхові камениці».
Свого первісного вигляду будинки коломийського середмістя не зберегли, оскільки неодноразово руйнувалися в часи воєн та пожеж, ремонтувалися й відбудовувалися з деякими змінами. Особливих змін зазнали вже в радянський період перші поверхи, де розташовувалися великі державні крамниці на місці малих приватних. Найкраще збереглися будинки західної сторони (№ 1-11).
В будинках № 1-2 (другий поверх) ще з кін. ХІХ ст. знаходився готель «Ґранд», власниками якого в різні роки були Рифка Баґр (1913), Бліц Сендер (1925), І. Вітенко з с. Жукотина, тепер Коломийського р-ну (1941—1944). Впродовж десятків років готель приймав гостей нашого міста, серед яких були і визначні особи: Микола Лисенко (16-17.12.1903), який відвідав Коломию з нагоди 35-річчя творчої діяльності; маршал Червоної Армії СРСР Георгій Жуков зі штабом (поч. квітня 1944), але через бомбардування міста угорською артилерією довго тут не затримався. В період СРСР тут спочатку була районна служба оперуповноважених НКВС, а з 1952 р. — міська прокуратура. Перший поверх надавався в оренду підприємцям: на поч. XX ст. в будинку № 1 розташував свій найбільший товарний склад і крамниця одягу, тканин, «і всього, що потрібно для шлюбних церемоній» Ізидор Горн. Після закінчення другої світової війни тут розмістилася міська перукарня, яка діє до сьогодні. Перший поверх будинку № 2 на поч. XX ст. займав крамниця товарів «модних і галантереї» Якоба Надлєра і К. Рамлєра, в 20-х рр. — склад хутра і кушнірська майстерня Г. Кестена і Я. Айзнера. В 1925 р. тут містився склад оптичних товарів і ювелірних виробів. В 1990-х рр. — горілчана крамниця комбінату «Івано-Франківськспирт».
Будинок № 3. У 1926 році містилися на 1 поверсі взуттєві крамниці, якими керували євреї Л. Фойерштайн та Л. Шварцфельд. У 1929 розташовувалася також крамниця з продажу шкіри. Керував нею також єврей Ш. Блехер. За даними газети «Tygodnik Pokucki Zjednoczenie» за 3 січня 1932 року, у будівлі вела лекції гри на фортепіано дипломована випускниця консерваторії ім. Монюшки Міна Фойерштайн. Відомо про неї, що в кінці червня 1931 року закінчила даний вищий музичний заклад («Prawda Kolomyjska» за 28 червня 1931 року). ЇЇ прізвище по чоловіку — Кохнова («Tygodnik Pokucki» за 18 вересня 1932 року). Також, за даними шематизму 1935—1936 року, приймав у будівлі лікар, єврей за національністю Леон Конн. За даними списку платників податків 1939 року, проживав на пл. Пілсудського, 2, тобто в сусідній будівлі. Народився він 1898 року, отримав диплом лікаря в 1926 році. За спеціальністю був педіатром. Був лікарем повітової лікарні у Львові, лікар медичного страхувального товариства в Коломиї. За даними газети «Tygodnik Pokucki» за 1 вересня 1929 року, приймав він з 3 до 5 години дня, а також лікував лікар «опромінювальною кварцовою лампою та діатермією». За даними газети «Glos Pokucia» від 19 червня 1938 року, «як ми дізнаємося, пан д-р Леон Конн став капітаном резерву». У 1938 році приймав вже в сусідній будівлі на пл. Пілсудського, 4. За даними Яд Вашему, до Другої світової війни проживав у Коломиї. Далі про нього дані не знайшлися. У часи СРСР у будівлі містився магазин дитячого одягу на 1 поверсі. За даними спогадів від мешканців, у 1959 році переобладнали будинок, тобто зробили з однієї декілька квартир. Зараз на 1 поверсі — приватні підприємства.
Будинок № 4. В перших десятиліттях XX ст. розміщувався філіал аптеки Євстахія Турянського «Провидіння Боже». В 1913 р. також склад тканин Симона Чайза, в 20-х рр. — крамниця Леопольда Барана, адвокатська канцелярія д-ра Йоахима Ашкеназі, а також великий склад кондитерських виробів. Від 1990-х рр. — крамниця «Клавдія» (перший поверх). На другому поверсі — житлові приміщення.
Будинок № 5. З поч. XX ст. і до 1939 р. тут діяла крамниця тканин і сукна Євгена Зеленецького. Одночасно в 30-х рр. містився ресторан «Уніонка» Петра Кваснюка, а також крамниця горілчаних товарів Братів Авнер. В 1970-90-х рр. — фотографічне ательє.
Будинок № 6. В 1910-х рр. — крамниця засобів для кравецтва Гевюрза і Ґоттліба, в 20-ті рр. — слюсарні майстерні Іґнатія Вуйціка і Ефроїма Корнбліта, аптечний склад «Золотий лев» А. Гірнлого, канцелярія власника броварні Бреттлєра. У 1930-х рр. — крамниця м′ясних виробів Францішека Заремби. В 70-90-ті рр. тут містилося кафе «Сніжинка» (тепер — «Барвінок»). На другому поверсі — житлові приміщення.
Будинок № 8. Збуд. 1910 р. В 10-х рр. XX ст. крамниця музичних інструментів та аптека Антонія Сидоровича. У 1920-х рр. аптека Вільґельма Найдера та крамниця ковбасних виробів Візеканюка. В 1970-х рр. крамниця «Ноти і передплатні видання», з 90-х рр. — фірмовий міні-бар «Галка», МП «Книга».
Будинок № 9. У першій пол. XX ст. другий поверх займав кредитно-ескомптовий банк. Одночасно в 1910-х рр. — крамниця спецій Генрика Ільницького, галантерейна крамниця та торгівля чоловічим одягом Леона Розенґека. В 20-30-х рр. — канцелярії купця Юди Фірштейна та власника млина Якоба Байдафа та ювелірна крамниця Й. Файєрштейна. В 1970-90-х рр. найбільші у Коломиї книгарні, тепер МП «Книга».
Будинок № 10. До 1939 р. тут містилися «кімнати для сніданків» та аптека Яна Чорного, в 40-х рр. — годинникарська майстерня, буфет, книгарня. В 1970-90-х — книгарня, тепер МП «Книга».
Будинок № 11. У 1900—1939 рр. — ресторан і винарня, крамниця тканин Рейна Герша, склад взуття і галантереї Соломона Гарліґа, галантерейна крамниця Самсона Банка та великий магазин взуття німецької фірми «Дель-Ка». В 1970-90-х — книгарня, тепер МП «Книга».
Будинок № 12. На поч. XX ст. тут знаходився оптичний та гравірувальний крамниця горілчаних товарів, крамниця господарсько-торгової спілки «Покутський господар», яка продавала залізний реманент, насіння та збіжжя, згодом крамницю перейменовано на «Центросоюз».
Будинок № 13. Власником будинку на поч. XX ст. був Хаєс, який надав в оренду приміщення першого поверху під крамниці чехові Батові та Я. Шустеру.
Будинок № 14. В 1910-20-х рр. розміщувався кантор обміну іноземних валют Мойзеса Гаммера, склад меблів; в 20-х рр. «кімнати для сніданків» відкрила Ґіція Тейтлєр, пацієнтів приймав стоматолог А. Нейбауер.
Будинок № 15. На поч. XX ст. містилася крамниця спецій А. і М. Шмерзів. В 1920-х рр. крамниця Шимона Зукермана пропонувала покупцям золото, срібло, годинники; діяли перукарня «Реґіна», майстерня годинникаря Керкера Гаскеля, крамниця Лазара Ленера, фірмова взуттєва крамниця.
Будинок № 17. У 1910-х рр. тут містилася кондитерська фірма Самуеля Столсберґа, овочева крамниця «Палермо» та крамниця Абрагама Сойчека, яка влаштовувала виставки українських вишивок. В 1970-х рр. — кафе «Бульйонна» (тепер — кафе «Волошка», аптека «Юрікс»).
Будинок № 18. У радянський період тут містилася крамниця «Технічна книга», згодом «Подарунки». Тепер фінансова компанія і торгово-комерційний центр «Юрікс».
Будинок № 19. У 1920-х рр. крамниця горілчаних товарів Ліки Унґара, в 30-х рр. крамниця м′ясних виробів Станіслава Пікора. В 1942—1944 рр. — навчальні класи Коломийської ґімназії. В часи СРСР тут знаходилися магазини «Ювелірний», «Хлібний», «Тканини». Тепер — крамниці ювелірних виробів та міськрайонного т-ва «Просвіта».